# 青川県
青川県（せいせん-けん）は中華人民共和国四川省広元市に位置する県。

## 地理
青川県は、中国四川省広元市にある県で、四川省と甘粛省の省境に位置し、山地が県のほとんどを占める。 

## 行政区画
- 鎮:喬荘鎮、青渓鎮、房石鎮、関荘鎮、涼水鎮、竹園鎮、木魚鎮、沙州鎮、姚渡鎮
- 郷:黄坪郷、瓦礫郷、孔渓郷、茶壩郷、大壩郷、橋楼郷、三鍋郷、楽安寺郷、前進郷、曲河郷、馬公郷、石壩郷、紅光郷、蘇河郷、茅壩郷、楼子郷、金子山郷、馬鹿郷、七仏郷、建峰郷、白家郷、板橋郷、騎馬郷、観音店郷、営盤郷
- 民族郷:蒿渓回族郷、大院回族郷

## 交通
鉄道
- 中国鉄路総公司
  - 中国鉄路成都局集団公司
    - 西成旅客専用線（青川駅（中国語版））

## 健康・医療・衛生
- 青川県人民医院
- 青川県中医医院